# 마카오의 코로나19 범유행
다음은 마카오에서의 코로나19 범유행에 관한 설명이다.

## 경과
1월 22일, 마카오는 우한시에서 온 52세 여성과 66세 남성의 두 명의 감염이 확인되었다. 1월 26일 아침, 마카오 보건부는 우한시로 여행한 후 1월 23일 홍콩에 도착한 58세의 여성, 21세의 여성, 39세 3명의 추가 사례를 확인했다. 이 세명은 1월 22일 로터스 브리지를 통해 마카오에 도착한 세 여성으로 모두 우한시 거주자였다.
1월 27일, 이전에 확인된 환자 중 한 명의 아들인 15세 소년이 마카오에서 6번째 바이러스 사례가 되었다. 1월 28일, 마카오에 입국하기 전에 광저우시로 여행한 우한시 거주자인 67세의 여성이 7번째 확진자로 보고되었다.

## 대응
마카오 정부는 1월 26일 이후 모든 학교와 대학교를 일시적으로 폐쇄했으며 온도 점검으로 국경 통제를 시행했다. 정부는 또한 여러 행사장과 새해 행사 등 바이러스의 확산 가능성을 제한하기 위해 여러 장소를 폐쇄한다고 선언했다.